# ماست‌بندی
ماست‌بندی روستایی در استان اصفهان است. ماست‌بندی ۹۰ نفر جمعیت دارد  و در ۱۵ کیلومتری جنوب شهر اردستان قرار دارد و شغل بیش تر مردم آن دامپروری و کشاورزی است. قناتی بسیار قدیمی در آن قرار دارد که آب آن بیشتر برای مصارف کشاورزی است. گویش محلی مردم این روستا همان گویش فلات مرکزی ایران است که در بخش های بزرگی از نایین، یزد، کاشان و اردستان به آن حرف زده می شود.